# Kårspexet

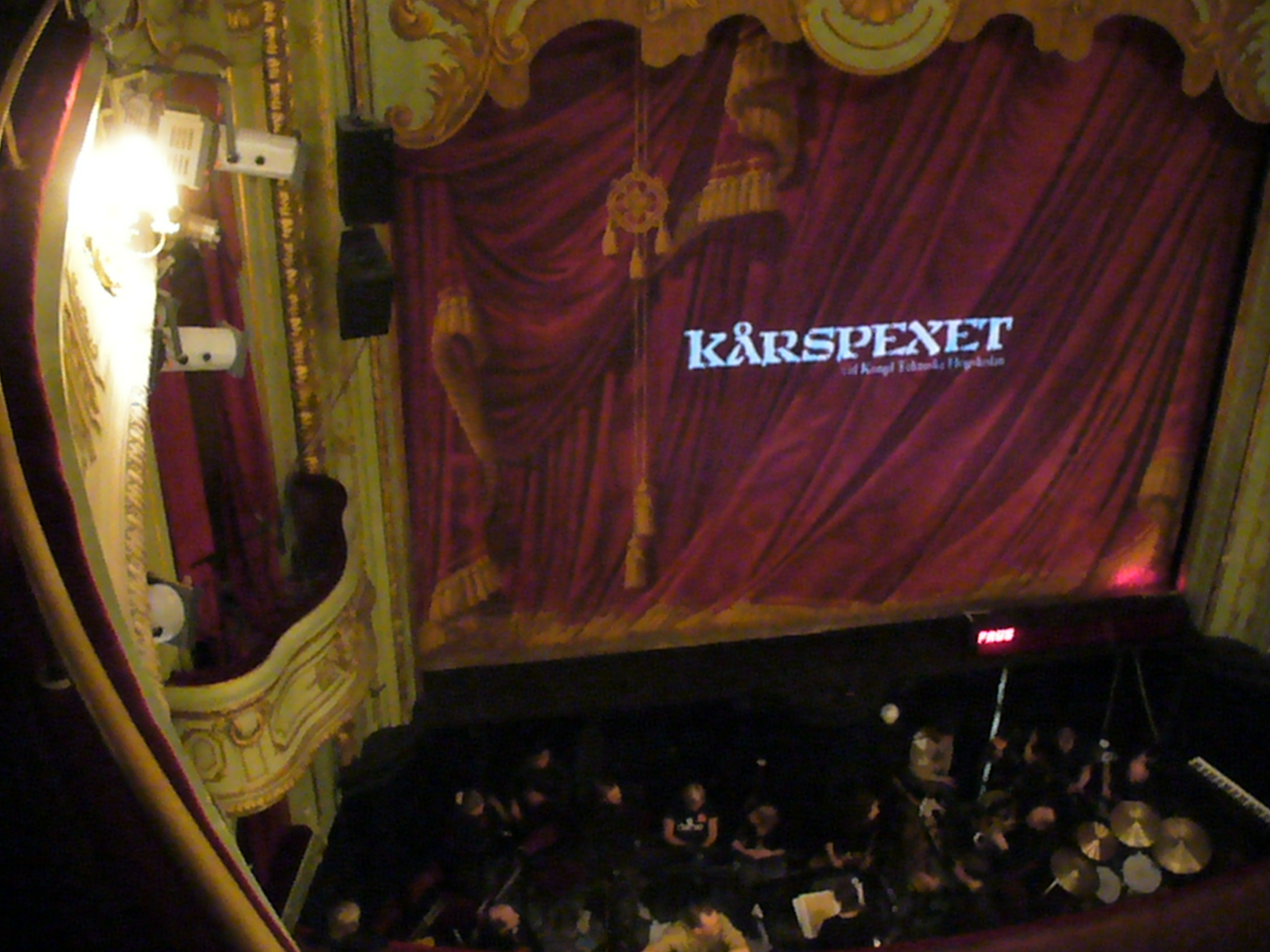
Kårspexets jubileumsföreställning 2007 på Södra teatern.

Kårspexet är en studentspexförening vid Kungliga Tekniska högskolan med anor från 1867 då ett gammalt Uppsalaspex sattes upp av studenter vid Teknologiska institutet. Föreningen är det största av de Stockholmsbaserade spexen, sett till omsättningsbudget, och har både vunnit spexiaden (1992, med spexet Johan Albrecht) och Spex-SM (2017, med spexet Karl XII). Kårspexet har ingen hemmateater, utan har spelat på bland annat Circus, Oscarsteatern, Vasateatern, Södra teatern, Maximteatern, Wallmans Intiman och Tibble Teater.

## Historia
Under 1800-talet och stora delar av 1900-talet växlade Kårspexet mellan aktivitet och träda, ibland med uppsättningar varje år (som under perioden 1907-1921), ibland med luckor på över tio år mellan uppsättningarna.
Det första Kårspexet som riktade sig till allmänheten var en nyuppsättning av det gamla uppsalaspexet "Rudolf" eller "Blodbadet på Sicilien" som återuppsattes på La Croix Salong vid Brunkebergstorg. Vid tiden kring sekelskiftet sattes normalt två spex upp varje år. Ett på våren och ett vid den traditionella Gåsfesten, samtidigt som "Blandaren" kom ut. 1902 bildades Tekniska Högskolans Studentkår (THS) och då bytte organisationen namn från Teknologspexen till Kårspexet. Namnen förekommer parallellt i många år.
Under 1910- och 1920-talet upplevdes en guldålder när spexen (enligt recensionerna) höll en omåttligt hög standard. Föreställningarna uppfördes ofta på Kungliga Dramatiska Teatern och gick med rejäl vinst som donerades till något välgörande ändamål, exempelvis till krigsdrabbade studenter nere i Europa i samband med första världskriget och till en fond för byggandet av ett nytt kårhus, Nymble, som invigdes 1932.
Alltsedan Tekniska Högskolans Studentkårs 75-årsjubileum 1977, när Kårspexet återuppstod efter en längre dvala för att sätta upp föreställningen Osquar, har Kårspexet satt upp en ordinarie föreställning varje år utom 1978 samt ett tiotal extraordinarie föreställningar såsom jubileer och bidrag till spexiader och Spex-SM.
Kårspexet hade länge enbart manliga skådespelare. Under 1990-talet luckrades detta upp och kvinnor tilläts i småroller. Kårspexet beslöt i stormöte våren 1999 att överge denna princip och tillsätta roller endast baserat på kompetens och lämplighet. Det första spexet med en kvinnlig skådespelare i huvudroll var Gauss år 2000, och sedan dess har skådespelartruppen varit blandad.
De första 20 åren efter omstarten 1977 karaktäriserades av en hög föreställningsfrekvens; vanligt var att spelåret omfattade uppemot 30 föreställningar av varje uppsättning. Detta ledde till att ett antal spexare drog på sig ett stort antal spelade föreställningar. En av de första att passera gränsen 100 spelade föreställningar grundade organisationen Hundraklubben till vilken spexare som spelat 100 föreställningar kan söka. På senare år med föreställningsfrekvens omkring 15 föreställningar per år tar medlemskap längre tid att uppnå.

## Omvänt kronologisk lista över kårspex genom tiderna
(Från Kårspexets hemsida)
- 2022 Kristina eller gruvligt lektyr och lebbigt äventyr
- 2021 Bernadotte eller en midsommarnattsmardröm
- 2019 Cecilia Vasa eller Alla dina damer? Finns i sjön!
- 2018 Agatha Christie eller Fint folk omkommer sent
- 2017 Vlad Spetsaren eller Blod, Spett och Pålar
- 2017 Kårspexets jubileum eller äventyr i tid och otid (jubileumsföreställning)
- 2016 Karl XII eller Sofia med Knuff, Spex-SM bidrag
- 2016 Karl XII eller Knappast karl för sin krona
- 2015 Bonnie & Clyde eller Fångade i kuppén
- 2014 Hadrianus mur eller Skottsäker arkitektur
- 2013 Vive la France eller En till ställning i världsklass!
- 2012 På gränsen eller Vikten av att pricksäkert signalera sin mening
- 2011 Freud, Spex-SM bidrag
- 2011 Freud eller Problemlösning på horisontell nivå
- 2010 Gustav III eller Svårigheten att komma till skott
- 2009 Shangri La eller När lösningen till problemet är källan
- 2008 Pius III eller Fyra påvar och en begravning
- 2007 Guinness eller Dagens Irlandsproblem
- 2007 Tidernas omstart (Jubileumsföreställning)
- 2006 Kristian Tyrann, Spex-SM bidrag
- 2006 Kristian Tyrann eller En röd dag i den svenska adelskalendern
- 2005 Ponnyexpressen eller Utan en tråd på prärien
- 2004 Till Hafs eller Att driva med tiden
- 2003 Jack the Ripper eller En knivig mordgåta av klassiskt engelskt snitt
- 2002 Al Capone eller Don kallar oss mobs
- 2002 John Ericsson eller På fädrens spår (Jubileumsföreställning)
- 2001 1492 eller Expedition: Inkvisition
- 2000 Gauss eller Att sätta eliminering av obekanta i system
- 1999 Alaska eller Där går gränsen
- 1998 Sokrates eller Att ena Atenare utan toga
- 1997 Maria Stuart eller Bara kiltar på scen
- 1997 130/20-årsjubileum (Jubileumsföreställning)
- 1996 Rockefeller eller?
- 1995 Einstein eller Vådan av att kröka på rummet
- 1994 Tsaren eller Den som tsare han vare
- 1993 Beethoven eller En annan femma
- 1992 Johan Albrecht eller Bryggare bliv vid din jäst (segrande bidrag i Spexiaden 1992)
- 1992 Augustus eller Det blir bättre förr
- 1991 Edison eller Har' u Alva inne?
- 1990 Kafka eller Gör processen kort
- 1989 Hiawatha eller Där rök en indian
- 1988 Leijonhierta eller Mitt i plåten
- 1987 Sven Hedin eller En enkel tur och retur
- 1986 Farao eller Bevare mig väl
- 1985 Karl Marx eller En dag i vilda vänstern
- 1984 Samurajen eller En riktig Nipponsoppa
- 1983 Munken eller Ur klostret i klistret
- 1982 Pancho Villa eller Krig, kvinnor och glass
- 1981 Columbus eller Å andra sidan
- 1980 Fursten eller Det tar vi gift på
- 1979 Archimedes eller Hälften kunde vara nog
- 1977 Osquar eller En teknolog vid Kung Arthurs hov
- 1969 Franska revolutionen
- 1968 Marilyn eller Det tredje korståget
- 1966 Chou-Han utan land eller Mao fair lady eller Kejsaren av Kina tycker inte om T
- 1964 Filip II eller Damen på kungen
- 1962 Ane hin gamle
- 1952 Isabella
- 1948 Bibbel Babbel eller Förbistrade tider
- 1948 Blaha, Blaha
- 1936 Leve tekniken eller Den som gapar över mycket...
- 1931 Revolutionen
- 1926 Iox
- 1921 Chaos eller Spanska öden och äventyr
- 1920 Atlantica
- 1919 Salta biten eller Lothshustrun från thet landeth Gåhsen
- 1918 Musica Domestica eller Prinsessan av Integralien
- 1917 Gudarnas dilemma eller Sprickan i Bifrost (succé)
- 1917 Djäflar och fotogen
- 1916 Drottningen av Saba
- 1915 Här ska' reformeras
- 1914 På kåren nuförtiden och på Lustgården dåförtiden
- 1913 Mårten
- 1912 Deux ex machina
- 1911 Urteknologen eller Tornet i Babel än en gång
- 1910 En utsvävning i rymden eller Marsrevolutionen i november eller Pontus, rymdernas behärskare (dunderfiasko)
- 1909 Den förlorade sonen eller Fan hvad jag är törstig
- 1908 Sen på teknologerna, de så inte, och samla intet in i lador
- 1907 Teknologernas förstfödde, och hans sorgliga slut
- 1905 Utsch eller Konsten att klara skivan
- 1899 Jagten efter storkofvan (gåsspex, helafton)
- 1899 Varieté (kort gåsspex)
- 1898 Resa till Orienten
- 1898 Karin Månsdotter och Erik XIV (vår)
- 1897 Three sisters Duigs (gås)
- 1897 Kärlek och död eller Mohrens sista suck (vår)
- 1887 Afrikanskan (gås)
- 1887 Ayapanas dom (Opera Seria, vår)
- 1887 Erik XIV (vår)
- 1867 Rudolf eller Blodbadet på Sicilien